# Mardan
Mardan là một thành phố thuộc Khyber Pakhtunkhwa, Pakistan. Thành phố có dân số ước tính năm 2010 là người. Đây là thành phố lớn thứ 19 quốc gia này.352